# هارولد بيكر
هارولد بيكر (4 مايو 1884 في المملكة المتحدة - 5 مايو 1954 في المملكة المتحدة) (بالإنجليزية: Harold Baker)‏ هو لاعب كريكت بريطاني (وحمل سابقاً جنسية المملكة المتحدة لبريطانيا العظمى وأيرلندا).

## وصلات خارجية
- هارولد بيكر على موقع إي آس بي آن كريك إنفو (الإنجليزية)